# Флаг Полюстрово
Флаг внутригородского муниципального образования муниципальный округ Полю́строво в Красногвардейском районе города Санкт-Петербурга Российской Федерации — опознавательно-правовой знак, служащий официальным символом муниципального образования и знаком единства его населения.
Флаг утверждён 17 февраля 2010 года и внесён в Государственный геральдический регистр Российской Федерации с присвоением регистрационного номера 5945.

## Описание
«Флаг муниципального образования представляет собой прямоугольное полотнище с отношением ширины флага к длине — 2:3, воспроизводящее композицию герба муниципального образования в белом, красном и голубом цветах».
Геральдическое описание герба гласит: «В скошенном справа червлёном (красном) и серебряном поле лилия переменных цветов, сопровождаемая в первой и четвёртой четвертях розами переменных цветов, в червлени — серебряным орлом, держащим в лапах такие же мечи, а в серебре — лазоревым (синим, голубым) источником с тремя струями, бьющими одна из другой и уменьшающиеся кверху».

## Символика

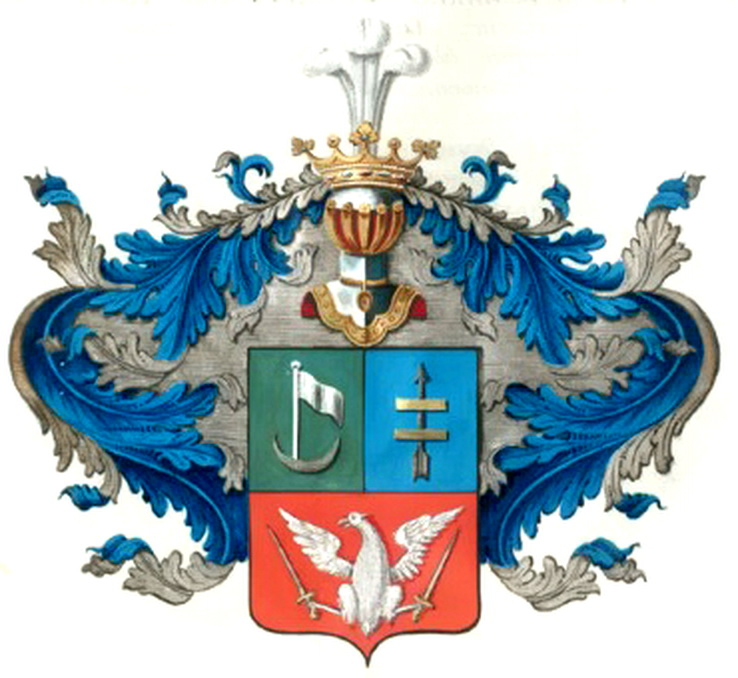
Герб рода дворян Кушелевых

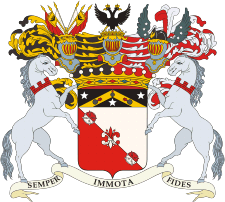
Герб рода графов Воронцовых

Флаг составлен на основании герба внутригородского Муниципального образования Санкт-Петербурга муниципальный округ Полюстрово, в соответствии с традициями и правилами геральдики и отражает исторические, культурные, социально-экономические, национальные и иные местные традиции.
До августа 1919 года территория муниципального образования входила в состав двух волостей Петроградского уезда Петроградской губернии: Полюстровской и Муринской. В дореволюционное время деревня Полюстрово относилась к усадьбе Кушелевых-Безбородко, а деревни Новая, Рыбацкое и Ручьи — к мызе Мурино, принадлежавшей Воронцовым.
«В красном поле белый орёл с распростёртыми крыльями, держащий в лапах два серебреные меча» — деталь герба рода Кушелевых, включённого в часть вторую «Общего Гербовника дворянских родов Всероссийской империи, начатого в 1797 году».
«Нижняя часть разделена диагонально от правого нижнего угла к нижнему левому на два поля: правое — красное, а левое — серебряное. На диагональной линии положены две розы, а между ними лилия. На красном поле розы и лилия имеют серебряный, а в серебряном поле — красный…» — деталь герба рода Воронцовых, включённого в часть первую «Общего Гербовника дворянских родов Всероссийской империи, начатого в 1797 году».
Скошение красным и белым цветом символизирует земли двух бывших волостей — Полюстровской и Муринской, где ныне располагается территория муниципального образования.
Орёл — указание на Кушелевых-Безбородко.
Лилия и геральдические розы — указание на мызу Воронцовых — Мурино, к которой относились земли деревень Рыбацкая, Новая и Ручьи.
Лазоревый (синий, голубой) источник с тремя струями, бьющими одна из другой и уменьшающиеся кверху — указание на железистосодержащую воду Полюстрово.
Красный цвет — символ жизнеутверждающей силы труда, мужества, самоотверженности, праздника, красоты («красный» в древнерусской традиции — красивый), солнца и тепла.
Голубой цвет (лазурь) — символ красоты, любви, мира, возвышенных устремлений.
Белый цвет (серебро) — чистота помыслов, правдивость, невинность, благородство, откровенность, непорочность, надежда.